# Caleb Hillier Parry
Caleb Hillier Parry, född 21 oktober 1755, död 9 mars 1822, var en brittisk läkare.
Han började studerade medicin i Edinburgh 1773 och tillbringade två år i London vid Middlesex Hospital innan han återvände till Edinburgh och tog sin examen 1778. Samma år blev han licentiat vid College of Physicians of London och gifte sig. Följande år ägnade han sig åt allmänpraktik i Bath och han utnämndes även till läkare vid Puerperal Charity Hospital och senare även vid Casual Hospital i samma stad.
Till hans största bidrag till medicinen hör att han visade orsaken till angina pectoris. Blodomloppet intresserade honom och i ett arbete om pulsen 1816 slår han fast att pulsen genereras av den rytmiska sammandragningen hos vänstra ventrikeln. I hans opublicerade anteckningar som dök upp tre år efter hans död återfanns bland annat den första beskrivningen av sjukdomen som senare fick namnet Hirschprungs sjukdom och även den första beskrivningen av Parry-Rombergs syndrom.
På sin fritid samlade han fossil och ägnade sig åt fåruppfödning, hans får vann många priser på de årliga utställningarna. Han var en av grundarna av Geological Society of London och tillhörde det kortlivade Philosophical Society, han valdes även in i Royal Society.
1816 drabbades Parry av en stroke och fram till sin död 1822 led han som följd av detta av afasi och progressiv paralys.
Parry var far till amiralen och polarfararen Sir William Edward Parry.